# Frank Polson
Frank Polson, né à Haileybury en 1952, est un artiste-peintre et sculpteur d’origine algonquine.

## Biographie
Frank Polson est natif d’Haileybury, en Ontario, et membre de la communauté de Long Point First Nation à Winneway[réf. nécessaire]. À l’âge de 12 ans, il est forcé de quitter sa famille pour étudier dans un pensionnat autochtone et ne retourne chez lui que 5 ans plus tard. Bien qu’il ait participé à des formations au South Porcupine Campus à Timmins en 1985 et au Cambrian College à Sudbury en 1989, il se considère comme un artiste autodidacte. Après une expérience de vie marquée par divers dépendances et conflits légaux, il prend sa vie en main et, avec l’aide des anciens de sa communauté, il parvient à surpasser ses difficultés et retrouver un équilibre de vie par l’amour de l’art et de la nature. Dans une optique de guérison, il peint pour maintenir l’harmonie retrouvée, en respect avec les traditions algonquines.
Trois mois après sa sortie de prison, il décroche sa première exposition à la galerie Thomas B. Maracle en territoire mohawk Tyendinaga en Ontario. Il participe ensuite à des nombreuses expositions collectives au Québec et en Ontario et crée régulièrement des œuvres d’art public pour différentes communautés ou institutions autochtones. En 2017, le Centre d’exposition de Val-d’Or présente une exposition rétrospective de sa carrière s’étendant sur 20 ans intitulée Les sept grands-pères. En 2018, la Monnaie royale canadienne lui consacre sa nouvelle collection sous le thème Les 13 enseignements de Grand-Mère Lune,. Trois de ses œuvres sont retenues pour illustrer trois éditions du Festival du cinéma international en Abitibi-Témiscamingue à Rouyn-Noranda (2018-2019-2020),,,.
Un livre à colorier a été produit par le Musée d'Art de Rouyn-Noranda avec les illustrations de Frank Polson.

## Techniques
Les œuvres les plus reconnues de Polson sont ses peintures à l’acrylique. Il sculpte aussi le bois, la stéatite, les os et les bois de cervidés[réf. nécessaire]. Il dit avoir découvert l'art à travers l’œuvre de Norval Morrisseau en 1985. Ce dernier a popularisé le style woodland dans l'art populaire. Bien qu’il ne l’ait jamais rencontré, son influence est manifeste dans son œuvre lorsqu’il trace les figures animales en les reliant par des traits noirs, que l’on reconnaît dans l’esthétique du formline. Ces lignes sont pour lui l’énergie spirituelle qui relie chaque élément.

## Thématiques
Frank Polson s’inspire de souvenirs de voyage de chasse avec son père sur les lignes de piégeage. Le mode de vie anishnabee, en lien avec la nature, est mis en scène dans ses mémoires de l’atmosphère sonore de cris de huards et de hurlement de loups. Il s’inspire aussi du réalisme des activités quotidiennes, de la faune du Nord-Ouest québécois et la spiritualité traditionnelle entourant les légendes et les transformations shamaniques. S’il peint dans un style traditionnel faisant référence à son héritage culturel algonquien, il s’exprime aussi sur des enjeux modernes. Par exemple, il se désole de ne pouvoir faire vivre la même expérience du piégeage à son fils, car, la coupe à blanc a perverti la résonance des échos, l’acoustique du territoire.  Il s’adresse aussi dans son art aux jeunes de la nation anishnabee dans le souhait que sa pratique artistique leur permette de mieux comprendre leur propre identité.

## Expositions (sélection)
- 2017- 2018 : Les 7 Grands-Pères et Rétrospective de Frank Polson (Centre d'exposition de Val d'or, Val d'or,  Cobalt Theatre Mezzanine, Cobalt, Maison amérindienne in Mont St-Hilaire, Mont St-Hilaire, Centre d’Art Rotary, La Sarre, Centre d’Exposition, Amos, WKP Kennedy Gallery, North Bay, et Galerie du Rift, Ville-Marie)[12].
- 2016-2017 : Oh Canada (exposition collective, Gallery 6500, Sudbury).